# Richard Leach Maddox
Richard Leach Maddox (4 de agosto de 1816 – 11 de maio de 1902) foi um médico e fotógrafo inglês, que em 1871 inventou a tecnologia do processo da placa seca de prata coloidal, usado em fotografia.

## Origens
Richard Leach Maddox nasceu em Bath, na Inglaterra, em 4 de agosto de 1816.

## Microfotografia
Muito antes de sua descoberta da placa de emulsão fotográfica seca, Maddox destacou-se na chamada microfotografia - fotografar diminutos organismos sob o microscópio. O eminente microfotégrafo da época, Lionel S. Beale, incluiu imagens feitas por Maddox no frontispício de seu manual Como trabalhar com o microscópio (em inglês: How to work with the Microscope) 
Maddox abriu mão de quaisquer direitos sobre sua descoberta, dizendo em uma carta em 1887 que "[ele] não tinha nem pensado em divulgar o assunto até que ele já havia levantado vôo". Inicialmente a criação de Maddox era capaz de produzir apenas imagens impressas por contato, copiadas das placas de seu microscópio, devido aos longos tempos de exposição que tornavam essa tecnologia impraticável para imagens feitas com câmeras.
Foram essas origens que levaram-no a buscar a miniaturização e a adaptação das emulsões fotográficas, e que, consequentemente, abriram o caminho para fotografias de pessoas e objetos em movimento e para a cinematografia.

## Invenção das placas fotográficas secas
Antes do advento do filme fotográfico, a fotografia utilizava como substrato placas individuais de metais ou vidro. O processo de placas úmidas de colódio foi inventado em 1851 por Frederick Scott Archer. Esta invenção tornavam necessários apenas dois ou três segundos de exposição à luz para produzir uma imagem, mas as placas tinham que ser sensibilizadas pouco tempo antes da exposição, expostas enquanto a emulsão ainda estava molhada, e reveladas imediatamente após a exposição na câmera.
Quando ele percebeu que sua saúde estava sendo afetada pelo vapor do éter uso no processo de placas úmidas de colódio, Richard Leach Maddox começou a procurar por um substituto. Ele sugeriu, em 8 de setembro de 1871, no artigo An Experiment with Gelatino-Bromide, publicado no British Journal of Photography, que os sensibilizantes químicos brometo de cádmio e nitrato de prata deveriam ser aplicados a placas de vidro por meio de gelatina, uma substância transparente usada para fazer doces. Eventualmente, Charles Harper Bennett fez as primeiras placas secas de gelatina para venda; alguns anos depois essa emulsão revestiria filmes fotográficos em rolo, feitos de celulóide.
Chapas secas tinham haviam testadas antes, notadamente por meio da fixação de nitrato de prata com albumina derivada da clara de ovo - material amplamente utilizado para impressão em papel no século XIX. Contudo, essas placas mostraram-se poucos sensíveis à luz, implicando em longos tempos de exposição. O uso de gelatina também havia sido sugerido pelo pioneiro da fotografia Thomas Sutton, e a substância era certamente conhecida por Maddox, um eminente operador de microscópios, pois essa substância era utilizada na época como fixador/preservador de substâncias em lâminas de microscópio.
Inicialmente Maddox experimentou com outras bases, mas finalmente atingiu os resultados esperados com um pacote de gelatina da marca Nelson's Gelatine Granuals.
As vantagens da seca placa foram óbvias: fotógrafos poderiam usar placas secas comercializadas, ao invés de terem de preparar as suas próprias emulsões em um quarto escuro. Além disso, negativos não têm de ser revelados imediatamente, e pela primeira vez câmeras poderiam ser pequenas o suficiente para serem utilizadas à mão ou até mesmo ocultas. O avanço dessa tecnologia levou à criação de placas que podiam ser expostas em frações de segundos, em última análise abrindo o caminho para a cinematografia.

## Vida pessoal
Maddox e sua primeira esposa, Amélia, casaram-se em Constantinopla em 1849. A partir de 1860 eles viveram na área de Woolston, em Southampton, uma área em que havia muitos médicos, devido à proximidade de um hospital militar em Netley. Amélia morreu em 1871.
Em 1875, Maddox se casou com sua segunda esposa, Agnes. Neste mesmo ano, eles mudaram-se para Córsega e, em seguida, viveram por algum tempo em Bordighera, na Itália. Mais tarde, foram viver em Gunnersbury, na região de Londres. Walter, filho deste casamento, nasceu em Southampton, em 1880. 
Os últimos anos de Richard Maddox foram marcados por pobreza e saúde precária. O jornal Photographic Times de novembro de 1891 escreveu sobre "uma quebra de confiança por um assessor, já falecido", embora pouco se saiba sobre isso. Andrew Pringle, no mês seguinte, enviou uma carta para The American Amateur Photographer dizendo que "muito do que havia sobrado para seus anos finais foram levados por um administrador sem escrúpulos". A única prova de envolvimento de Maddox com negócios relacionados aos seu invento é a sua menção em uma carta de 1887 que relata que "o processo foi oferecido a uma empresa em Southampton... mas consideraram que não havia tempo para continuar os experimentos necessários para aumentar sua rapidez e aumentar o seu valor".
A partir de 1886 Maddox viveu, de acordo com a sua filha, "da mais discreta forma", na casa chamada Greenbank, em Portswood, Southampton. Ele faleceu nessa casa em 11 de maio de 1902.

## Críticas e prêmios
Felizmente o trabalho de Maddox não foi esquecido em alguns meios, e J. Traill de Taylor, então editor do British Journal of Photography, trabalhou ativamente para a criação do The Maddox Fund e do Maddox Testimonial Committee, em 1891. A intenção era tanto para afirmar Maddox como inventor e dar-lhe alguma ajuda financeira, e a subsequente resposta foi forte, tanto na grã-Bretanha quanto nos Estados Unidos. Em 1892, £500 tinham sido levantadas, com um adicional de £100 da empresa Ilford. O secretário da comissão foi Andrew Pringle e o presidente era James Glaisher, presidente da Royal Photographic Society.
Maddox foi premiado com a John Scott Medal em 1889, e a Silver Progress Medal da Royal Photographic Society em 1901.